# Аргулишки мост
Аргулишкият мост или Малият мост (на македонска литературна норма: Аргулички мост, Мал мост) е каменен мост в град Кратово, Северна Македония. Мостът пресича Манцевата река, приток на Кратовската (Табачка) река.
Разположен е в края на града, в кратовската махала Аргулица. Датира повече от 100 години. Днес състоянието на моста се влошава, а цялата каменна конструкция е напукана.